# Blame It on the Bossa Nova
Blame It on the Bossa Nova è un brano musicale del 1963 pubblicato come singolo dalla cantante statunitense Eydie Gormé. Il brano è stato scritto da Cynthia Weil e Barry Mann

## Tracce
- 7"

1. Blame it on the Bossa Nova
2. Guess I Should Have Loved Him More

## In altri media
La canzone si può udire nei film Il grande regista (1989), Sirene (1990) e Il dubbio (2008).

## Cover
Tra le artiste che hanno eseguito o inciso una cover del brano vi sono Caterina Valente e Anna-Lena Löfgren.